# Вьё-Рюффек
Вьё-Рюффе́к (фр. Vieux-Ruffec) — коммуна во Франции, находится в регионе Пуату — Шаранта. Департамент — Шаранта. Входит в состав кантона Рюффек. Округ коммуны — Конфолан.
Код INSEE коммуны — 16404.
Коммуна расположена приблизительно в 350 км к юго-западу от Парижа, в 65 км южнее Пуатье, в 45 км к северо-востоку от Ангулема.

## Население
Население коммуны на 2008 год составляло 105 человек.
| 1962 | 1968 | 1975 | 1982 | 1990 | 1999 | 2008 |
| ---- | ---- | ---- | ---- | ---- | ---- | ---- |
| 181  | 136  | 132  | 111  | 85   | 98   | 105  |

## Экономика
В 2007 году среди 53 человек в трудоспособном возрасте (15—64 лет) 37 были экономически активными, 16 — неактивными (показатель активности — 69,8 %, в 1999 году было 63,5 %). Из 37 активных работали 33 человека (21 мужчина и 12 женщин), безработных было 4 (1 мужчина и 3 женщины). Среди 16 неактивных 4 человека были учениками или студентами, 6 — пенсионерами, 6 были неактивными по другим причинам.

## Достопримечательности
- Приходская церковь Нотр-Дам (XII век), бывший монастырь
  - Статуя «Мадонна с младенцем» (XIV век). Высота скульптуры — 140 см. Исторический памятник с 2002 года[3]

## Фотогалерея

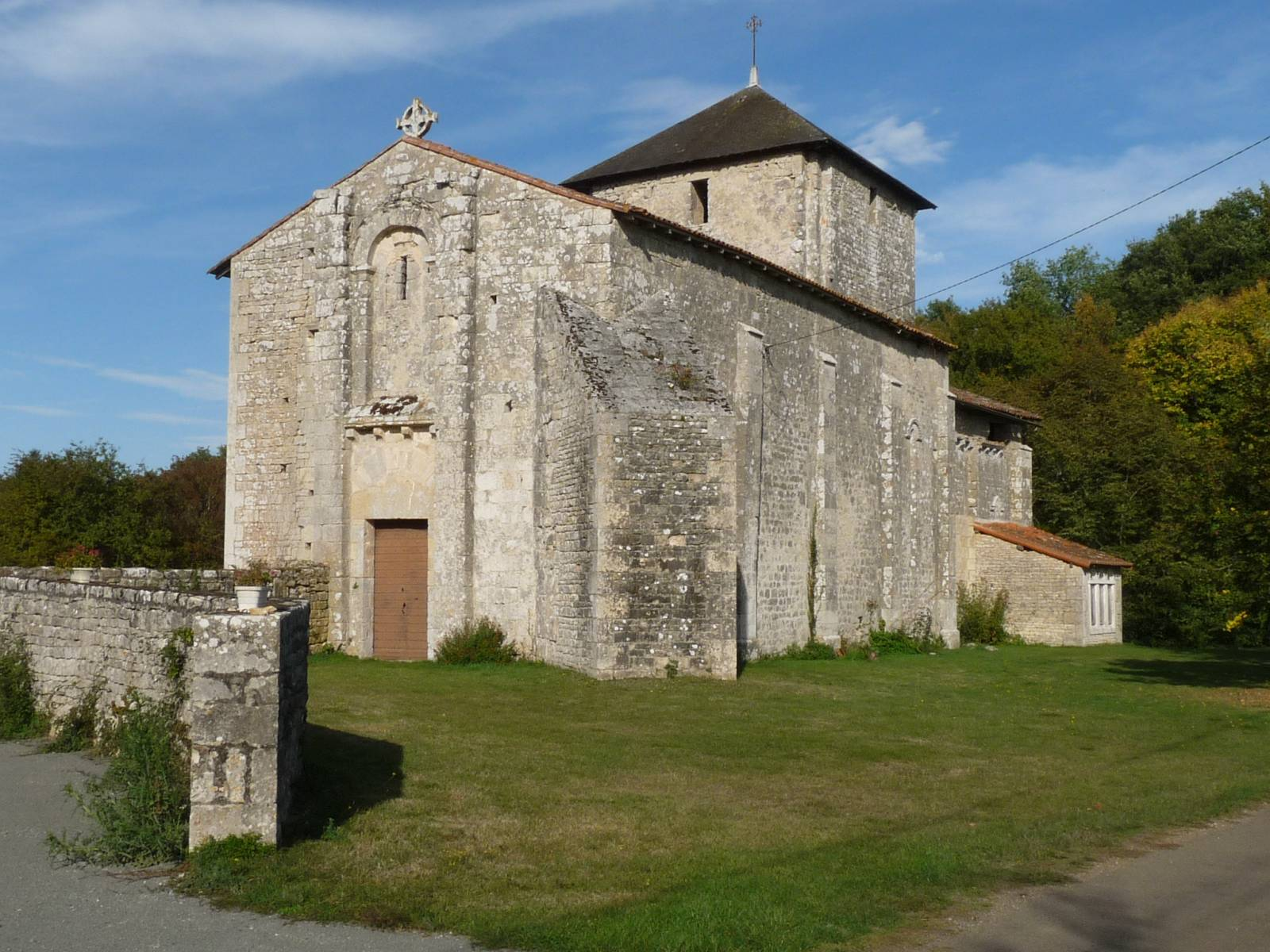
Церковь Нотр-Дам
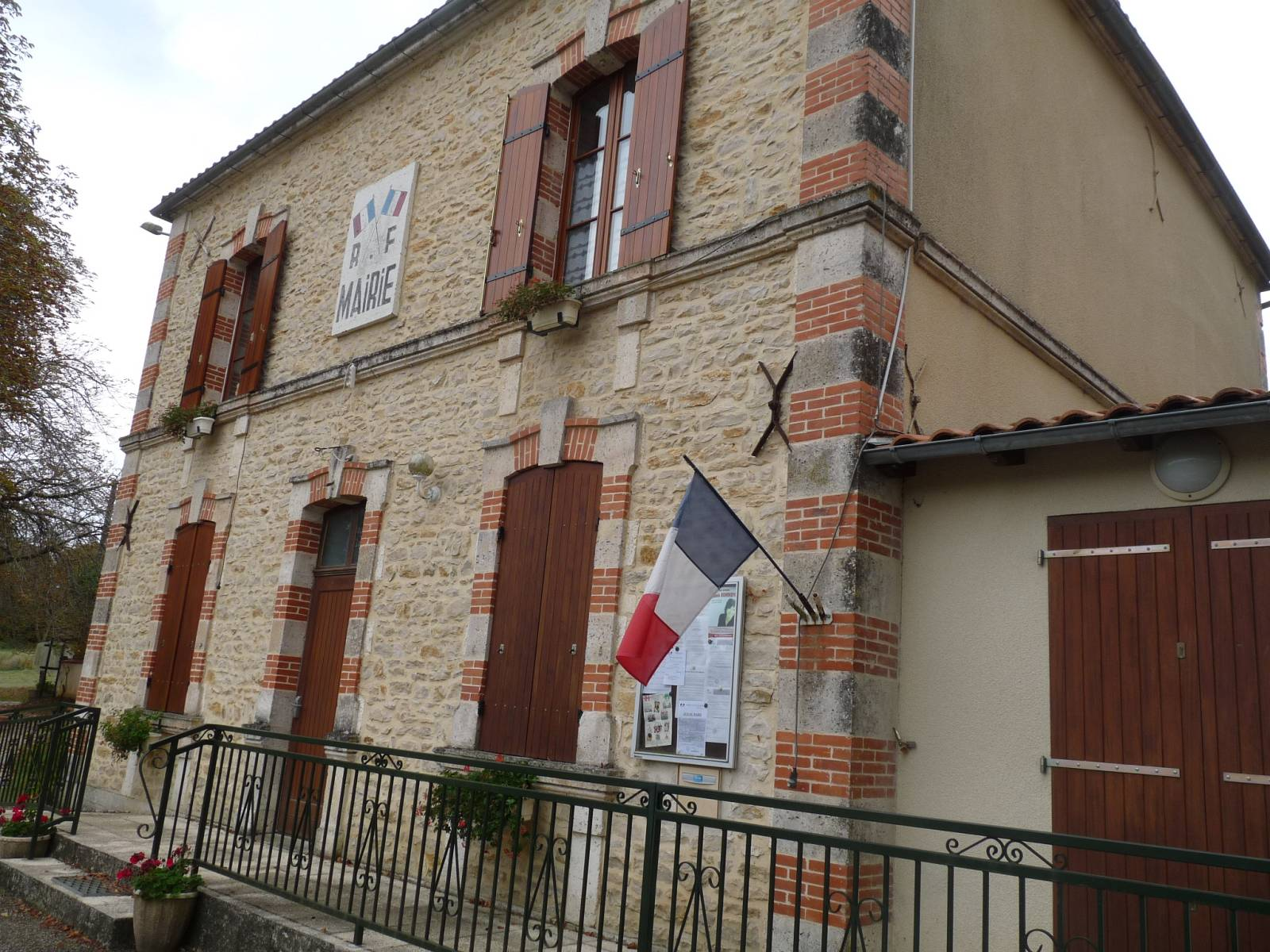
Мэрия
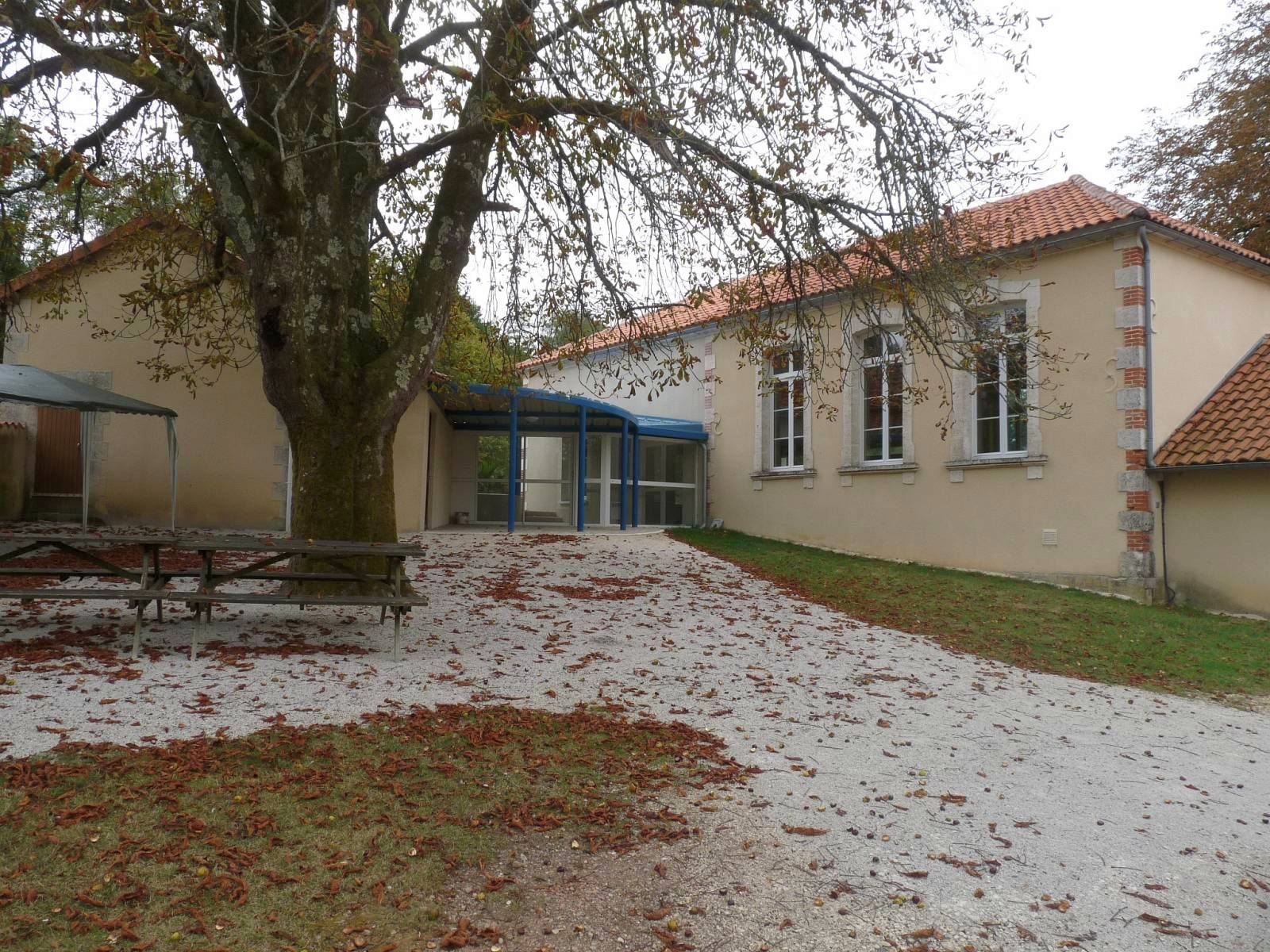
Зал для проведения торжеств